# IC 170
IC 170 је елиптична галаксија у сазвјежђу Кит која се налази на листи објеката дубоког неба у Индекс каталогу.
Деклинација објекта је - 8° 31' 2" а ректасцензија 1h 51m 57,4s. Привидна величина (магнитуда) објекта IC 170 износи 14,7 а фотографска магнитуда 15,7. IC 170 је још познат и под ознакама MCG -2-5-66, NPM1G -08.0071, PGC 6890.